# 塩浜入口

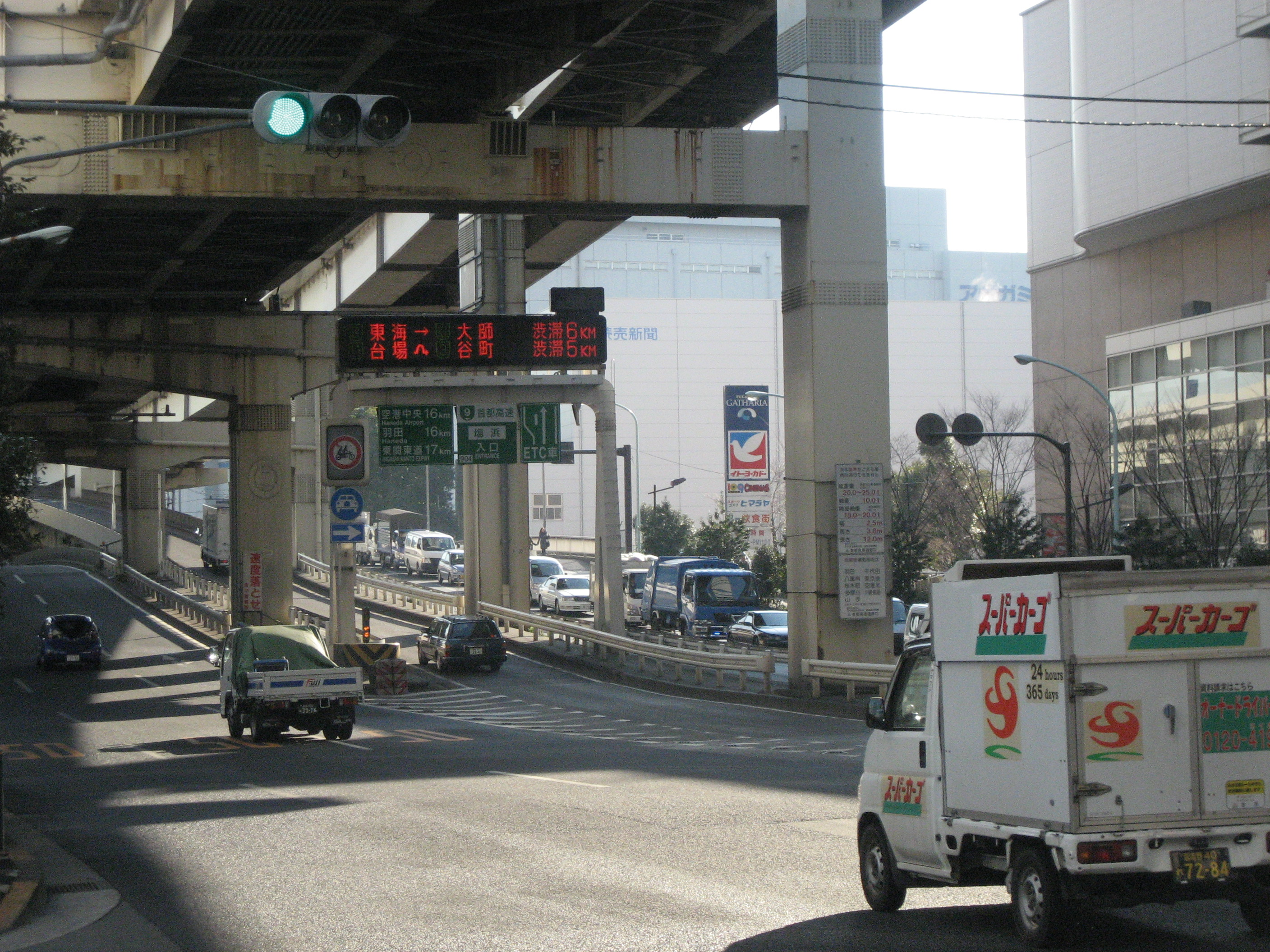
塩浜入口

塩浜入口（しおはまいりぐち）は、東京都江東区にある首都高速道路9号深川線の出入口である。辰巳JCT方面への入口のみ設置されている。

## 接続する道路
- 三ツ目通り（東京都道319号環状三号線の一部）

## 周辺
- 木場駅
- 深川ギャザリア
- 汐浜運河

## 隣
首都高速9号深川線
(903)木場出入口 - (904)塩浜入口 - (906)枝川出口

## 料金所
- レーン数：2
  - ETC専用：1
  - 一般：1